# Plon
Plon je naselje občine Koče - Muta v okraju Šmohor na Koroškem v Avstriji.